# کازوتاکا موراسه
کازوتاکا موراسه (انگلیسی: Kazutaka Murase؛ زادهٔ ۱۱ سپتامبر ۱۹۸۵) بازیکن فوتبال اهل ژاپن است.
از باشگاه‌هایی که در آن بازی کرده‌است می‌توان به باشگاه فوتبال ویسل کوبه اشاره کرد.